# 鈴木大 (バスケットボール)
鈴木 大（すずき だい、1990年9月12日 - ）は、山形県上山市出身のバスケットボール選手である。ポジションはガード。B.LEAGUEのパスラボ山形ワイヴァンズに所属していた。2023_2024シーズンをもって現役引退をし、現在はライジングゼファー福岡のアシスタントコーチとしてB.LEAGUEに携わっている。

## 来歴
日大山形高校から新潟経営大学に進学。卒業後、信州ブレイブウォリアーズの練習生になり、2013年のbjリーグドラフト会議にて1巡目で信州に指名され、選手に昇格した。2019-20シーズンから福島ファイヤーボンズに2シーズン所属した。2021-22シーズンはバンビシャス奈良と契約。2022-23シーズンは地元の山形ワイヴァンズと契約。